# 穆爾山脈
47°10′0″N 14°15′0″E / 47.16667°N 14.25000°E
穆爾山脈（德語：Murberge），是奧地利的山脈，位於該國中部，處於薩爾茨堡州和施泰爾馬克州接壤的邊界，屬於中阿爾卑斯山脈中下陶恩山脈的一部分，最高點格施托德山海拔高度2,140米。